# Brazion Creek
Der Brazion Creek ist ein 46 km langer linker Nebenfluss des Burnt River im Peace River Regional District im Nordosten der kanadischen Provinz British Columbia.

## Flusslauf
Der Brazion Creek durchfließt die Hart Ranges, ein Teil der Kanadischen Rocky Mountains. Er hat seinen Ursprung in dem Gebirgssee Iver Lake, 55 km südwestlich von Chetwynd. Dieser liegt auf einer Höhe von etwa 1391 m, unterhalb des 1585 m hohen Brazion Peak. Der Brazion Creek fließt anfangs 700 m nach Westen, anschließend 7 km in Richtung Nordnordwest, bevor er einen Gebirgskamm in nordöstlicher Richtung durchschneidet. Im Mittellauf fließt der Brazion Creek nach Osten. Bei Flusskilometer 7 trifft der Mink River von links in den Brazion Creek. Dieser wendet sich im Anschluss nach Südosten und mündet schließlich in den Burnt River. Das Einzugsgebiet beträgt etwa 300 km².